# Samba (film, 2014)
Cet article concerne le film d'Eric Toledano et Olivier Nakache. Pour le film de Thereza Jessouroun, voir Samba.
Pour les articles homonymes, voir Samba.
Pour plus de détails, voir Fiche technique et Distribution.
Samba est une comédie française écrite et réalisée par Éric Toledano et Olivier Nakache, sortie le 15 octobre 2014. Il s'agit d'une adaptation du roman Samba pour la France de Delphine Coulin.
Il est sélectionné « Gala Presentations » au Festival international du film de Toronto 2014.

## Synopsis
Samba, un Sénégalais qui vit depuis 10 ans illégalement à Paris, travaille comme aide-cuisinier dans un hôtel.
Après avoir reçu une promesse d'embauche, il décide de demander une carte de séjour. Néanmoins il est mis dans un centre pour immigrés en attente de leur procès. C'est là qu'il fait la connaissance d'Alice, une ex-DRH qui est en train de se réintégrer dans le monde du travail en assistant Manu, une jeune femme qui soutient les sans-papiers dans leur démarche juridique. Peu à peu Alice commence à s'éprendre de Samba, ce qui la rend plus sûre d'elle. Samba par contre reçoit l'obligation de quitter le territoire français. En continuant malgré tout sa vie habituelle, il  fait la connaissance de Wilson, un sans-papier algérien qui se fait passer pour un Brésilien dans le but d'avoir plus de chances au niveau professionnel et amoureux en France. 
Les deux réussissent tant bien que mal à se débrouiller dans de multiples petits boulots quand tout à coup apparaît Jonas, un autre immigré congolais dont Samba a fait connaissance au centre de rétention et qui lui avait demandé de contacter en son nom, Gracieuse, une jeune femme parisienne dont Jonas est amoureux. Malheureusement Samba a fait la bêtise de coucher avec elle et il s'ensuit une bagarre entre les deux hommes à la suite de laquelle Jonas meurt accidentellement.
Comme les deux avaient échangé leur vestes auparavant, Samba se retrouve avec un permis de séjour en France dont Jonas avait pu bénéficier grâce à son statut de réfugié politique. Alice et Samba commencent alors une nouvelle vie ensemble.

## Fiche technique
- Titre original : Samba
- Réalisation : Éric Toledano et Olivier Nakache
- Scénario : Éric Toledano et Olivier Nakache, d'après l’œuvre Samba pour la France de Delphine Coulin (Éditions du Seuil, coll. « Cadre rouge », 2011)
- Direction artistique : Nicolas de Boiscuillé
- Costumes : Isabelle Pannetier
- Photographie : Stéphane Fontaine
- Montage : Dorian Rigal-Ansous
- Musique : Ludovico Einaudi
- Production : Yann Zenou ; Nicolas Duval-Adassovsky et Laurent Zeitoun (coproducteurs)
- Sociétés de production : Gaumont et Quad Films ; Ten Films (coproduction)
- Société de distribution : Gaumont Distribution
- Pays de production :  France
- Langue originale : français
- Format : couleur
- Genre : comédie dramatique et romance
- Durée : 118 minutes
- Dates de sortie :
  - Canada : 7 septembre 2014 (Festival international du film de Toronto 2014)
  - Belgique, France : 15 octobre 2014

## Distribution
- Omar Sy : Samba Cissé
- Charlotte Gainsbourg : Alice
- Tahar Rahim : Walid / Wilson
- Izïa Higelin : Manu
- Youngar Fall : Lamouna, l'oncle de Samba
- Issaka Sawadogo : Jonas
- Hélène Vincent : Marcelle
- Christiane Millet : Madeleine
- Jacqueline Jehanneuf : Maggy
- Clotilde Mollet : Josiane
- Liya Kebede : Gracieuse
- Sabine Pakora : Gracieuse - la gérante du salon
- Adel Bencherif : le vendeur de cartes de séjour
- Maxime d'Aboville : l'avocat de Samba
- Nicolas Beaucaire : le gendarme dans la cuisine
- Catherine Davenier : le juge
- Michel Winogradoff : le concierge de l'hôtel
- Olivier Nakache : l'animateur du club de poney
- Éric Toledano : le barman
- Roukiata Ouedraogo : une migrante à l'association

## Production
Samba est une adaptation du roman Samba pour la France écrit par Delphine Coulin.
Celle-ci a tiré la trame de son ouvrage de son engagement à partir de 2007 au sein de la Cimade, qui est une association d'assistance aux migrants, aux réfugiés et aux demandeurs d'asile. Confrontée aux violences des situations vécues par ces personnes et à l'indifférence de la société, elle décide d'écrire un ouvrage sur le sujet. Ainsi naît Samba pour la France, publié en mars 2011.
Au hasard d'un festival, elle croise Éric Toledano et Olivier Nakache qui font la promotion de leur film à succès Intouchables, et leur parle de son roman. Intéressés par le sujet, ils lui proposent de l'adapter, ce qui est fait en 2014. Delphine Coulin indique avoir beaucoup appris au contact de ces deux cinéastes, notamment sur « la mécanique du rire et la puissance des dialogues ». Elle indique aussi que le style du roman, qui est un drame, a été modifié pour en faire une comédie.
Dans la bande-annonce du film, on peut entendre le morceau Experience de Ludovico Einaudi ainsi que la chanson Another Love de Tom Odell. 

## Accueil

### Accueil critique
Le quotidien Le Monde réserve au film un accueil des plus positifs, lui consacrant une double page. Le film réussit à narrer, selon Thomas Sotinel, « la rencontre tendre et drôle de deux exclus du monde du travail ». Théo Ribeton de Critikat, tout en reconnaissant que le film est une « œuvre d’artisans rompus à la comédie », déplore que celui-ci tombe dans les bons sentiments et devienne un « film-pommade ». Certains titres sont beaucoup plus réservés: Le Figaro regrette que le film ne soit « qu'un pâle copié-collé d'Intouchables ». Pour Les Cahiers du Cinéma, Samba raconte une histoire « improbable » et reste dans l'« irréalité ». Le Point critique également ce « tandem improbable ». Pierre Murat de Télérama est sévère envers un film qu'il juge « doucereux » et qui, selon lui, n'a « pas de vrai scénario, pas de vrais personnages, pas de vraie mise en scène ».

### Box-office
Distribué dans 693 salles en France, Samba prend la première place du box-office lors de sa première semaine d'exploitation avec 942 343 entrées (900 042 entrées en première semaine et 42 301
entrées lors des avant-premières). Ce résultat est moins fort que celui d'Intouchables, qui, distribué dans 508 salles la semaine de sa sortie début novembre 2011, avait totalisé 2 205 432 entrées à la même période (2 126 545 entrées en première semaine et 78 887 entrées lors des avant-premières), lui permettant également de prendre la tête du box-office à sa sortie. En quinze semaines d'exploitation, Samba a cumulé 3 109 720 entrées . En comptant la France, Samba a réuni 4 947 818 spectateurs en Europe. 3110 070 dans les salles françaises (Source JP's Box Office)
Lors de sa diffusion à la télévision française le 19 mars 2017, Samba réunit plus de 6 millions de téléspectateurs.

## Distinctions
- Festival international du film de Saint-Sébastien 2014 : hors compétition et film de clôture
- Festival international du film de Toronto 2014 : sélection « Gala Presentations[9] »
- Césars 2015 : Nomination pour la Meilleure actrice dans un second rôle pour Izïa Higelin